# Альперина, Сусанна Ильинична
Суса́нна Ильи́нична Альпе́рина (род. 23 октября 1966, Одесса) — российский журналист, педагог, продюсер, программный директор Фестиваля художественного контента стриминговых платформ Original+ (с 2022) и Фестиваля документального контента стриминговых платформ ORIGINAL+Doc (с 2023). Кандидат филологических наук, доцент. Член Союза журналистов России.

## Биография
Сусанна Альперина родилась 23 октября 1966 года в Одессе. Окончила музыкальную школу по классу скрипки. В 1983 году окончила театральный класс средней школы № 37. После школы пыталась поступить в театральный институт, но не прошла по конкурсу и стала учиться на филологическом факультете Одесского национального университета имени И. И. Мечникова. После трёх лет обучения перевелась на факультет журналистики МГУ имени М. В. Ломоносова и переехала в Москву[когда?]. По окончании учёбы[когда?], в связи с семейными обстоятельствами, вернулась в Одессу, где работала в газетах[когда?] «Вечерняя Одесса» и «Одесский вестник», а также вела программу[когда?] «Леди Одесса» на местном телеканале. Затем поступила в аспирантуру МГУ[когда?] и уже вместе с семьёй снова уехала в российскую столицу[когда?]. При этом связь с родным городом не потеряна — Альперина возглавляет московское отделение Всемирного клуба одесситов.
В Москве, обучаясь в аспирантуре, сотрудничала с различными СМИ, а, окончив обучение, вышла на работу в газету «Известия». После нескольких лет работы в «Известиях» перешла в «Российскую газету». С 2004 года работает в приложении «Российская газета» — «Неделя». Пишет о кино, телевидении, литературе, музыке и театре (предпочитает жанр интервью). Руководит отделом, сотрудничает со штатом авторов.
Преподаёт в ведущих вузах страны[каких?].
Писатель: рассказы публиковались в сборниках «Трава была зеленее, или Писатели о своём детстве» М., Эксмо, 2016; «Современная русская проза» Ереван, Оракул, 2017; «Маша минус Вася» М., Эксмо, 2018 и других.
Продюсер документального фильма «INTO_нация большой Одессы» (режиссёр Александр Бруньковский).
В 2019 году была программным директором фестиваля экранизаций «Читка».
С 2022 года — программный директор Фестиваля художественного контента стриминговых платформ Original+.
С 2023 года — программный директор Фестиваля документального контента стриминговых платформ ORIGINAL+Doc.

## Семья
Мать — Альперина Диана Пиньевна (девичья фамилия — Табачник), учитель математики. Отец — Альперин Илья Иосифович — специалист по мебельному делу, краснодеревщик. Автор двух книг «Я сын родной Одессы старой» и «Свет сквозь тучи». Сестра — Альперина Лариса Ильинична.
С 1988 по 2012 год Сусанна состояла в браке с Александром Милкусом (редактор отдела образования газеты «Комсомольская правда»). Имеет двоих сыновей: Кирилл Милкус — сценарист, режиссёр, продюсер, преподаватель; Даниил Милкус — выпускник Высшей школы экономики, факультета бизнес-информатики.

## Образование
Окончила в Одессе среднюю школу № 37 (театральный класс, 1980—1983 годы). Училась в Одесском государственном университете им. Мечникова на филологическом факультете (1983—1986 годы) и на факультете журналистики МГУ им. М. В. Ломоносова (1986—1990 годы). Там же окончила аспирантуру (1998—2000 годы). В 2003 году на кафедре истории зарубежной журналистики под руководством Я. Н. Засурского защитила диссертацию на соискание учёной степени кандидата филологических наук по теме «Адаптация женских иностранных изданий к российскому медиарынку : На примере журналов „Космополитен“ и „Элль“». Состояла в Международной организации женщин-журналистов (IWMF). Стажировалась в университетах США (грант фонда Сороса), по программе TACIS в составе группы аспирантов МГУ обучалась в Бельгии и Италии.

## Работа
Работала в газетах «Вечерняя Одесса», «Одесский вестник». На Одесском телевидении вела свою авторскую программу «Леди Одесса», благодаря которой создала и возглавила в городе Клуб деловых женщин. После переезда в Москву сотрудничала с газетами «Комсомольская правда», «Собеседник», «Культура», журналами «Советский экран», «Cosmopolitan», «ELLE», «Good Housekeeping» («Домашний очаг»), «Paran» («Счастливые родители»), «Beauty», агентством «Постфактум» и другими СМИ. Работала в газете «Известия» (1998—2001) редактором отдела «Общество», затем — первым заместителем ответственного секретаря.
В сентябре 2001 года перешла в «Российскую газету». Была заместителем ответственного секретаря. Затем заняла должность редактора гуманитарного блока (культура, телевидение, образование) в пятничном приложении «Российская газета» — «Неделя». Член Союза журналистов России.
Выступает как эксперт в теле- и радиопрограммах — «Достояние республики» Первый канал, «Телекурс с Юрием Богомоловым» (радио «Культура»), на радиостанциях «Москва ФМ»,"Бизнес ФМ", «Коммерсант ФМ» и других. Периодически делает обзоры культурных событий на радиостанциях «Говорит Москва», Сити ФМ и в других СМИ.
Организует и модерирует панельные дискуссии, круглые столы и публичные диалоги. Примеры — ПМЭФ, Конгресс НАТ, Российская Креативная неделя, деловая программа CSTB, Балтийский культурный форум, российский международный рынок контента KBE (Key Buyers Event), кинофорум «Российский кинобизнес» и другие мероприятия. Также выступает на них как спикер — участник дискуссий.
Продюсер и соавтор сценария документального фильма «INTO_нация большой Одессы» (режиссёр Александр Бруньковский).
Программный директор фестиваля экранизаций «Читка» (2019 г.).
Программный директор Фестиваля художественного контента стриминговых платформ Original+ (с 2022 года).
Программный директор Фестиваля документального контента стриминговых платформ ORIGINAL+Doc (с 2023 года).
Составляла программы для фестивалей «Послание к человеку», Patriki Film Festival.
Академик Международной академии Радио и Телевидения — IATR.
Член Кинофестивального совета Министерства культуры РФ (2021—2022 гг.).
Член Экспертного совета Министерства культуры РФ по отбору проектов, представленных организациями кинематографии, претендующими на государственную поддержку в виде субсидий на производство национальных фильмов для детей и юношества, дебютных, авторских и экспериментальных игровых национальных фильмов, национальных фильмов социально значимой тематики (2021—2022 гг.).
Член Общественного совета Российского еврейского конгресса.

## Преподавательская деятельность
Читает лекции и проводит мастер-классы по журналистике. Вела авторские спецкурсы в МГУ имени Ломоносова «Адаптация СМИ к зарубежным медиарынкам» на кафедре теории и экономики СМИ, а также — в РГГУ «Адаптация иностранных СМИ к российскому медиарынку» — на кафедре журналистики Института массмедиа. Читает лекции в Высшей школе экономики, Высшей школе культурной политики и управления в гуманитерной сфере МГУ имени М. В. Ломоносова (ВШКПиУГС), Российской академии народного хозяйства и государственной службы при Президенте РФ (РАНХиГС) и других вузах, а также в Школе практической журналистики. Выступает с мастер-классами. Учёное звание — доцент.

## Прочее
Член Общественного совета Московского еврейского кинофестиваля (с 2017 года).